# Melipona asilvai
Melipona asilvai là một loài Hymenoptera trong họ Apidae. Loài này được Moure mô tả khoa học năm 1971.